# Arts & Entertainment (album)
Arts & Entertainment è un album collaborativo dei rapper statunitensi Masta Ace ed Edo G, pubblicato nel 2009.
| Recensione | Giudizio |
| ---------- | -------- |
| AllMusic   | [ 1 ]    |
| RapReviews | [ 2 ]    |
| HipHopDX   | [ 3 ]    |

## Tracce
1. T.V. Night – 0:47 (musica: M-Phazes)
2. Hands High – 3:41 (musica: M-Phazes)
3. Fans (feat. Large Professor) – 4:16 (musica: DJ Supreme One)
4. A's &E's (feat. Marsha Ambrosius) – 4:00 (musica: Baby Dooks)
5. Rocsi – 0:36
6. Little Young – 3:07 (musica: M-Phazes)
7. Reminds Me – 2:40 (musica: DJ Supreme One)
8. Black Ice Interlude – 0:39
9. Good Music (feat. Posdnuos) – 4:02 (musica: DJ Spinna)
10. Power Out – 0:38
11. Pass The Mic (feat. KRS-One) – 3:13 (musica: Double-O)
12. Over There – 3:12
13. Rounds And Round (feat. DOITALL) – 3:31 (musica: DJ Supreme One)
14. Hot Wangs – 0:45
15. Ei8ht Is Enough – 3:11 (musica: Frank Dukes)
16. Here I Go (feat. Jamelle Bundy) – 3:17 (musica: Rain)
17. You, Me & Some Snacks – 0:34
18. Dancing Like A W.G. (feat. Chester French & Pav Bundy) – 5:17 (musica: Pav Bundy)